# Kartografiska sällskapet
Kartografiska sällskapet grundades 1908 på initiativ av Karl D.P. Rosén och är troligtvis det äldsta kartografiska sällskapet i världen. Sällskapets uppgift och mål är att öka intresset för svensk kartproduktion och uppmuntra utveckling inom området. Sällskapet utger medlemstidningen Kart&Bildteknik.